# شاریوت کیسر
شاریوت کیسر (به انگلیسی: Caesar's Chariot) یک هواپیمای ساختِ بوئینگ در کشور ایالات متحده آمریکا است. نخستین استفاده‌کنندهٔ این هواپیما سیزارز پالاس بوده‌است.